# DTM v roce 2020
Sezóna DTM 2020 byla 34. sezónou německého mistrovství cestovních vozů DTM. V kalendáři sezóny bylo vypsáno 10 závodních víkendů, během kterých se odjely vždy dva závody.

## Úpravy pravidel
- Všechny vozy využívaly revoluční vysoce výkonné palivo šetrné k životnímu prostředí, přičemž 50% obnovitelných složek se mísí jako etanol ve snaze zvýšit bezpečnost životního prostředí a zlepšení bilance oxidu uhličitého o 30%. Zbývajících 50% byla směs bezolovnatého paliva vyvinutá společností Aral Ultimate.
- Po úspěšné sezóně 2019 byl systém předjíždění push-to-pass zdvojnásobený z 30 na 60 hp (22 až 45 kW) a systém redukce tažení (DRS) byl neomezený.
- Dne 1. července 2019 bylo oznámeno, že společnost Hankook opět prodloužila smlouvu a zůstala dodavatelem pneumatik v DTM do roku 2023, přičemž porazila nabídky společností Continental, Dunlop, Michelin, Pirelli a Yokohama.

## Týmy a jezdci
| Celosezonní jezdec | Hostující jezdec/Divoká karta | Náhradník |
| * Bodují           | * Nebodují                    | * Bodují  |

| Výrobce | Vůz                     | Motor                  | Team                           | No. | Jméno jezdce          | Závody |
| ------- | ----------------------- | ---------------------- | ------------------------------ | --- | --------------------- | ------ |
| Audi    | Audi RS5 Turbo DTM 2020 | Audi RC8 2.0 TFSI I-4t | Audi Sport Team Abt Sportsline | 4   | Robin Frijns          | TBA    |
| Audi    | Audi RS5 Turbo DTM 2020 | Audi RC8 2.0 TFSI I-4t | Audi Sport Team Abt Sportsline | 51  | Nico Müller           | TBA    |
| Audi    | Audi RS5 Turbo DTM 2020 | Audi RC8 2.0 TFSI I-4t | Audi Sport Team Phoenix        | 28  | Loïc Duval            | TBA    |
| Audi    | Audi RS5 Turbo DTM 2020 | Audi RC8 2.0 TFSI I-4t | Audi Sport Team Phoenix        | 99  | Mike Rockenfeller     | TBA    |
| Audi    | Audi RS5 Turbo DTM 2020 | Audi RC8 2.0 TFSI I-4t | Audi Sport Team Rosberg        | 33  | René Rast             | TBA    |
| Audi    | Audi RS5 Turbo DTM 2020 | Audi RC8 2.0 TFSI I-4t | Audi Sport Team Rosberg        | 53  | Jamie Green           | TBA    |
| Audi    | Audi RS5 Turbo DTM 2020 | Audi RC8 2.0 TFSI I-4t | Audi Sport Team WRT            | 62  | Ferdinand Habsburg    | TBA    |
| Audi    | Audi RS5 Turbo DTM 2020 | Audi RC8 2.0 TFSI I-4t | Audi Sport Team WRT            | 10  | Harrison Newey        | TBA    |
| Audi    | Audi RS5 Turbo DTM 2020 | Audi RC8 2.0 TFSI I-4t | Audi Sport Team WRT            | 13  | Fabio Scherer         | TBA    |
| BMW     | BMW M4 Turbo DTM 2020   | BMW P48 Turbo I-4t     | BMW Team RMG                   | 11  | Marco Wittmann        | TBA    |
| BMW     | BMW M4 Turbo DTM 2020   | BMW P48 Turbo I-4t     | BMW Team RMG                   | 16  | Timo Glock            | TBA    |
| BMW     | BMW M4 Turbo DTM 2020   | BMW P48 Turbo I-4t     | BMW Team RMR                   | 22  | Lucas Auer            | TBA    |
| BMW     | BMW M4 Turbo DTM 2020   | BMW P48 Turbo I-4t     | BMW Team RMR                   | 27  | Jonathan Aberdein     | TBA    |
| BMW     | BMW M4 Turbo DTM 2020   | BMW P48 Turbo I-4t     | BMW Team RBM                   | 25  | Philipp Eng           | TBA    |
| BMW     | BMW M4 Turbo DTM 2020   | BMW P48 Turbo I-4t     | BMW Team RBM                   | 31  | Sheldon van der Linde | TBA    |
| BMW     | BMW M4 Turbo DTM 2020   | BMW P48 Turbo I-4t     | Orlen Team ART                 | 88  | Robert Kubica         | TBA    |

### Přestupy Jezdců
| Jezdec             | 2019                                 | 2020                | Automobilka/Série                                                                |
| ------------------ | ------------------------------------ | ------------------- | -------------------------------------------------------------------------------- |
| Robert Kubica      | Williams-Mercedes (F1)               | Orlen Team ART      | BMW                                                                              |
| Ferdinand Habsburg | R-Motorsport (Aston Martin)          | Audi Sport Team WRT | Audi                                                                             |
| Joel Eriksson      | BMW Team RBM                         | TBA                 |                                                                                  |
| Paul di Resta      | R-Motorsport (Aston Martin)          | United Autosports   | FIA WEC                                                                          |
| Jake Dennis        | R-Motorsport (Aston Martin)          | TBA                 |                                                                                  |
| Daniel Juncadella  | R-Motorsport (Aston Martin)          | TBA                 |                                                                                  |
| Pietro Fittipaldi  | Audi Sport Team WRT                  | Pinnacle Motorsport | F3 Asian Championship                                                            |
| Philipp Eng        | BMW Team RMR                         | BMW Team RBM        | BMW                                                                              |
| Jonathan Aberdein  | Audi Sport Team WRT                  | BMW Team RMR        | BMW                                                                              |
| Ed Jones           | Ed Carpenter Racing (IndyCar Series) | Audi Sport Team WRT | Audi/Angažmá nakonec zrušeno. Jezdci nebylo umožněno cestovat z jeho rodné země. |
| Fabio Scherer      | Sauber Junior Team (FIA Formula 3)   | Audi Sport Team WRT | Audi                                                                             |
| Timo Glock         | BMW Team RMR                         | BMW Team RMG        | BMW                                                                              |
| Bruno Spengler     | BMW Team RMG                         | BMW Team RLL        | United SportsCar Championship                                                    |
| Harrison Newey     | Motopark Academy (Super Formula)     | Audi Sport Team WRT | Audi                                                                             |

## Kalendář
| Podnik  | Okruh                            | Závod 1 | Závod 2 |
| ------- | -------------------------------- | ------- | ------- |
| 1       | Circuit Zolder, Zolder           | 25.4    | 26.4    |
| 2       | EuroSpeedway Lausitz, Klettwitz  | 16.5    | 17.5    |
| 3       | Igora Drive, Priozersk           | 30.5    | 31.5    |
| 4       | Anderstorp Raceway, Anderstorp   | 13.6    | 14.6    |
| 5       | Autodromo Nazionale Monza, Monza | 27.6    | 28.6    |
| 6       | Norisring, Nuremberg             | 11.7    | 12.7    |
| 7       | Brands Hatch, Kent               | 22.8    | 23.8    |
| 8       | TT Circuit Assen, Assen          | 5.9     | 6.9     |
| 9       | Nürburgring, Nürburg             | 12.9    | 13.9    |
| 10      | Hockenheimring, Hockenheim       | 3.10    | 4.10    |
| Source: |                                  |         |         |